# (377) Campania
(377) Campania ist ein Asteroid des mittleren Hauptgürtels, der am 20. September 1893 vom französischen Astronomen Auguste Charlois am Observatoire de Nice bei einer Helligkeit von 11,5 mag entdeckt wurde.
Der Asteroid ist benannt nach Kampanien, einer Region in Süditalien, die an das Tyrrhenische Meer grenzt und in der die Stadt Neapel liegt. Julius Bauschinger, der Direktor des Astronomischen Rechen-Instituts in Berlin, veröffentlichte 1901 die Namen von 34 von Charlois entdeckten Asteroiden zwischen den Nummern (356) und (451). Im Text heißt es lediglich: „Nach Zustimmung des Herrn Charlois haben folgende von ihm entdeckten… Planeten nachstehende Namen erhalten.“ Es liegt daher nahe, dass die Namen vom Astronomischen Rechen-Institut ausgewählt wurden.

## Wissenschaftliche Auswertung
Aus Ergebnissen der IRAS Minor Planet Survey (IMPS) wurden 1992 Angaben zu Durchmesser und Albedo für zahlreiche Asteroiden abgeleitet, darunter auch (377) Campania, für die damals Werte von 91,1 km bzw. 0,06 erhalten wurden. Eine Auswertung von Beobachtungen durch das Projekt NEOWISE im nahen Infrarot führte 2011 zu vorläufigen Werten für den Durchmesser und die Albedo im sichtbaren Bereich von 94,0 km bzw. 0,06. Nach neuen Messungen mit NEOWISE wurden die Werte 2014 auf 90,4 km bzw. 0,06 korrigiert. Nach der Reaktivierung von NEOWISE im Jahr 2013 und Registrierung neuer Daten wurden die Werte 2016 angegeben mit 87,2 oder 91,3 km bzw. 0,05 oder 0,04, diese Angaben beinhalten aber hohe Unsicherheiten.
Photometrische Messungen des Asteroiden fanden erstmals statt im Jahr 1977, aus denen auf eine Rotationsperiode von 15 h geschlossen wurde. Am 10. September 1981 am La-Silla-Observatorium in Chile nur über einen Zeitraum von etwa einer Stunde aufgezeichnete Daten konnten dann wegen keiner Veränderung in der Helligkeit nicht weiter ausgewertet werden. Auch bei Beobachtungen vom 31. Januar bis 2. Februar 1983 am La-Silla-Observatorium konnten nur sehr lückenhafte Lichtkurven registriert werden, aus denen auf eine Rotationsperiode von etwa 12 oder 16 h geschlossen wurde.
Bei neuen Messungen vom 15. bis 22. September 1990 am Osservatorio Astrofisico di Catania in Italien wurde aus der aufgezeichneten Lichtkurve eine Rotationsperiode von 8,507 h abgeleitet, während kurz darauf stattfindende Beobachtungen vom 16. bis 23. Oktober 1990 während drei Nächten am La-Silla-Observatorium zu einer Periode von 14,557 h ausgewertet wurden. Weitere Beobachtungen wurden vom 29. bis 31. August 1992 am Osservatorio Astrofisico di Catania durchgeführt. Hier konnte nur eine sehr lückenhaften Lichtkurve erfasst werden, aus der eine Rotationsperiode von 8,48 h abgeleitet wurde. Außerdem erfolgte erstmals eine Berechnung von zwei alternativen Rotationsachsen für den Asteroiden, die beide nahezu in der Ebene der Ekliptik lagen, sowie eine Abschätzung für die Achsenverhältnisse eines dreiachsig-ellipsoidischen Gestaltmodells.
Neue photometrische Beobachtungen erfolgten im September und Oktober 1999, von Oktober 2004 bis März 2005 und im April und Mai 2005 am Observatorium Borówiec in Polen, im März 2001 und März 2005 am Charkiw-Observatorium in der Ukraine sowie im Mai 2007 am South African Astronomical Observatory (SAAO) in Südafrika. Bis zur Auswertung dieser Daten war (377) Campania ein Asteroid mit einer unsicheren Rotationsperiode geblieben. Auch die neuen Beobachtungen konnten diese Unsicherheit zunächst nicht aufheben. Erst die Beobachtung von 2007 ermöglichte schließlich die Bestimmung einer eindeutigen Rotationsperiode von 11,6644 h, zu der auch alle früheren Beobachtungsdaten passten und die die Vorhersage aus 1983 einer Periode von etwa 12 Stunden bestätigte. Mit der Methode der konvexen Inversion wurde aus den archivierten Daten von 1977 bis 2007 erstmals ein dreidimensionales Gestaltmodell des Asteroiden berechnet für zwei alternative und von der früheren Berechnung stark abweichende Rotationsachsen mit prograder Rotation.
Im Jahr 2021 wurde aus archivierten Daten und photometrischen Messungen von Gaia DR2 erneut eine Rotationsachse mit prograder Rotation berechnet. Die Rotationsperiode wurde dabei zu 11,6644 h bestimmt. Zwischen 2012 und 2018 wurden mit der All-Sky Automated Survey for Supernovae (ASAS-SN) auch photometrische Daten von 20.000 Asteroiden aufgezeichnet. Auf mehr als 5000 davon konnte erfolgreich die Methode der konvexen Inversion angewendet werden, darunter auch (377) Campania, für die in einer Untersuchung von 2021 ein verbessertes dreidimensionales Gestaltmodell für zwei alternative Rotationsachsen mit prograder Rotation und einer Periode von 11,6644 h berechnet wurde. Aus archivierten Daten des Asteroid Terrestrial-impact Last Alert System (ATLAS) aus dem Zeitraum 2015 bis 2018 wurde dann in einer Untersuchung von 2022 mit der Methode der konvexen Inversion eine Rotationsperiode von 11,665 h berechnet.